# Incidente di Goiânia
L'incidente di Goiânia è avvenuto a seguito di una grave contaminazione da cesio-137 nel quartiere Setor Aeroporto di Goiânia, in Brasile, nel 1987, quando un vecchio apparecchio utilizzato in radioterapia è stato rubato da un ospedale abbandonato, passando per diverse mani. Si calcola che abbia contaminato gravemente circa 250 persone, uccidendone quattro ed è stato classificato con il livello 5 della scala INES dell'IAEA.

## Eventi

### L'ospedale abbandonato

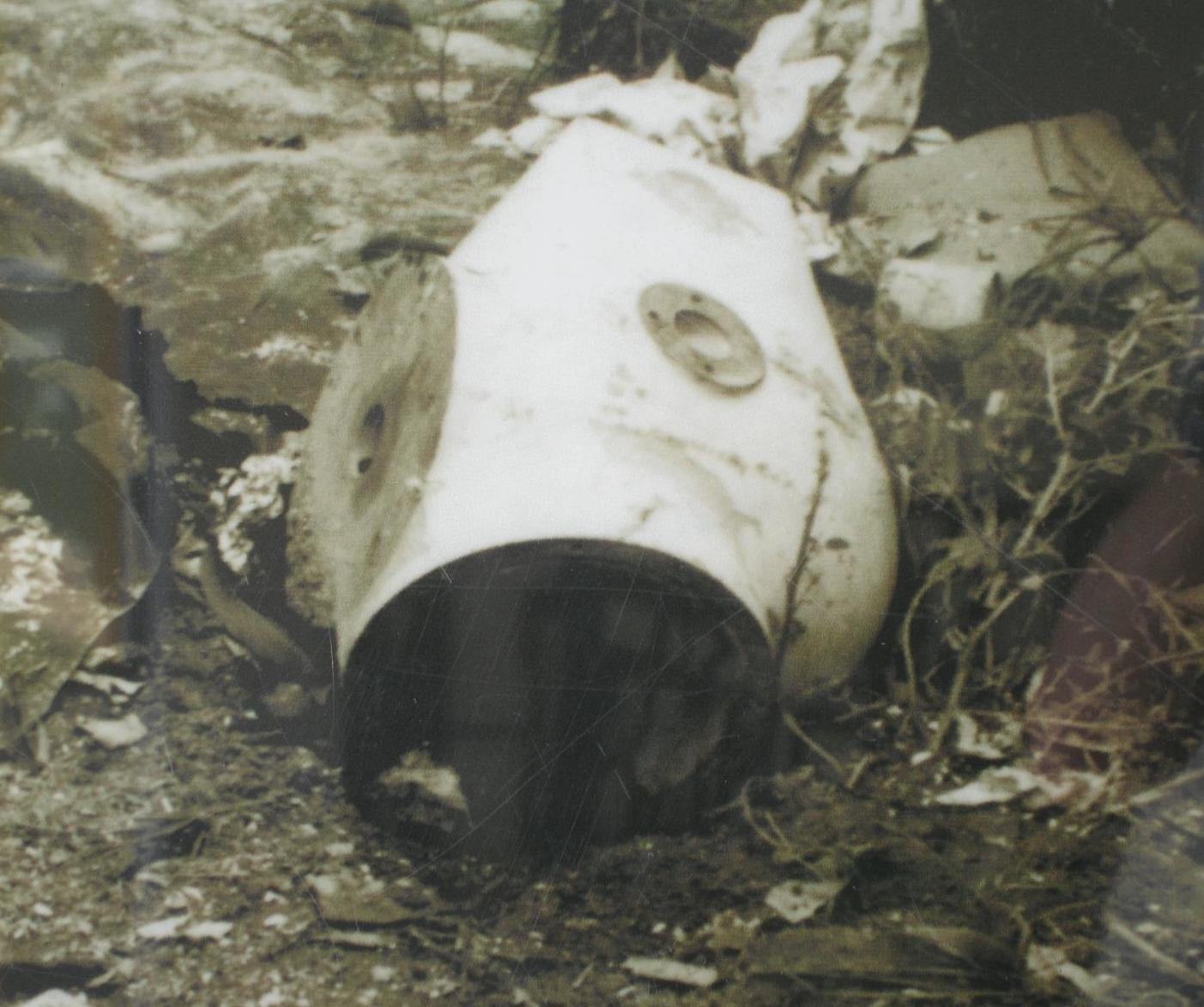
Capsula in cui era inserito il cesio-137 utilizzato per l'unità di radioterapia Cesapan F-3000.

L'Istituto Goiano de Radioterapia (IGR) si trovava a 1 km a nord-ovest di Praça Civica, il centro amministrativo della città. Nel 1985 fu trasferito in una nuova sede, lasciandosi dietro un'unità di radioterapia acquistata nel 1977 e mai rimossa. Il destino del sito abbandonato fu oggetto di una disputa in tribunale tra la IGR e la Società di San Vincenzo de' Paoli, proprietaria dei locali. In data 11 settembre 1986, la corte di giustizia dichiarò di essere a conoscenza del materiale radiologico abbandonato nella struttura. Quattro mesi prima dell'incidente, il 4 maggio 1987, Saura Taniguti, allora direttore della Ipasgo (Istituto di assicurazione per i dipendenti pubblici), ricorse alle forze di polizia locali per evitare che uno dei proprietari della IGR, Carlos Figueiredo Bezerril, rimuovesse gli oggetti lasciati nella struttura abbandonata. Successivamente Bezerril dichiarò che il presidente della Ipasgo, Lício Teixeira Borges, avrebbe dovuto assumersi la responsabilità "per ciò che sarebbe accaduto con la bomba di cesio". La corte inviò una guardia di sicurezza per proteggere le apparecchiature pericolose abbandonate. Nel frattempo i proprietari di IGR scrissero diverse lettere alla commissione nazionale per l'energia nucleare, mettendoli in guardia sul pericolo di mantenere un'unità di radioterapia in un sito abbandonato, impossibilitati a rimuovere l'apparecchiatura da soli visto il divieto imposto dal tribunale a procedere.

### La macchina per cesioterapia del centro
La macchina in uso nell'unità di radioterapia del centro, una Cesapan F-3000, fu progettata dalla ditta Baranzetti & C. di Milano negli anni '50 e prodotta dalla Generay S.p.A. Venne acquistata nel 1977 e utilizzata fino al 1985, quando il centro venne abbandonato in attesa di una nuova sede. La macchina usava il cesio-137 sotto forma di cloruro di cesio, che rilasciava particelle beta, le cui energie massime principali sono di 0,51 MeV (94,6% circa dei decadimenti del 137Cs) e di 1,17 MeV (5,4% circa dei decadimenti del 137Cs) e raggi gamma, con un'energia di 661,7 keV, dal bario-137 prodotto dal decadimento. La radioattività della macchina era di 50,9 TBq, data da 93 grammi di cloruro di cesio-137 (che possedevano, alla data dell'incidente, 1987, una radioattività specifica di 0,55 TBq/g).

### Il furto
Il 13 settembre la guardia responsabile della sicurezza durante il giorno, Voudireinão da Silva, non si fece vedere al lavoro, poiché prese un giorno di malattia per assistere alla proiezione del film Herbie sbarca in Messico con la famiglia. Lo stesso giorno Roberto Alves dos Santos e Wagner Mota Pereira entrarono illegalmente nell'impianto, dove trovarono l'unità di radioterapia. Una volta caricata su una carriola, la portarono a casa di Roberto Alves, a circa 0,6 km a nord della clinica, per smontarla, pensando di poterla rivendere come rottame. Quella stessa sera apparvero i primi sintomi di nausea senza tuttavia che i due interrompessero il loro lavoro. Il giorno seguente Pereira cominciò ad accusare vertigini e diarrea e una delle sue mani cominciò a gonfiarsi. In breve tempo si sviluppò sulla stessa un'ustione, della stessa forma e dimensione dell'apertura praticata all'apparecchio, che un mese dopo portò all'amputazione dell'intero braccio. Il 15 settembre, Pereira si fece visitare da una clinica locale, dove gli furono diagnosticati sintomi compatibili con un'intossicazione alimentare e gli fu detto di tornare a casa e riposarsi. Alves continuò quindi da solo a smantellare le attrezzature seduto sotto un albero di mango nel suo cortile di casa fino a liberare la capsula di cesio-137 protetta dalla testa rotante.

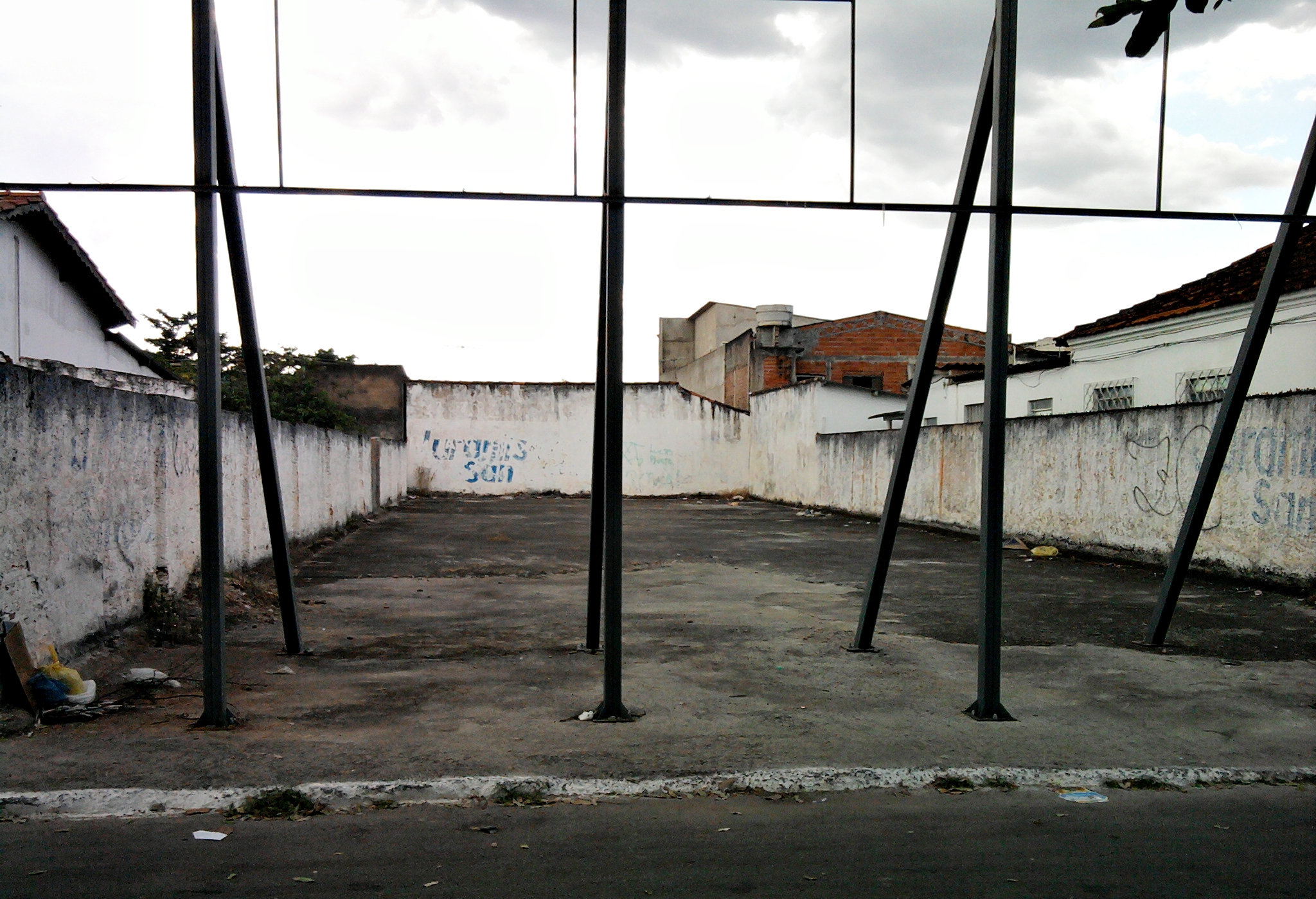
Luogo dove si trovava la casa di Roberto dos Santos in Rua 57 e dove la sorgente radioattiva rimase per sei giorni.

### Liberazione della sorgente
Il 16 settembre, Roberto Alves riuscì a praticare con un cacciavite un'apertura sulla capsula che gli consentì di vedere una luce blu proveniente dal foro appena creato. Inserito il cacciavite scavò un po' nella sostanza iridescente pensando che si trattasse di un tipo di polvere da sparo e cercando persino di accenderla senza successo. Il meccanismo esatto attraverso il quale si generò la luce non era ancora noto al momento della redazione del rapporto dell'Agenzia internazionale per l'energia atomica (AIEA), anche se era stato ipotizzato che l'assorbimento di umidità avesse creato la fluorescenza per l'effetto Čerenkov (un fenomeno analogo osservato poi anche nel 1988 all'Oak Ridge National Laboratory durante il disincapsulamento di una fonte di cesio-137).

### Vendita e smantellamento della sorgente
Il 18 settembre, Roberto Alves vendette gli oggetti in un cantiere di demolizione nelle vicinanze, un dipendente caricò quindi l'apparecchio su una carriola e lo trasportò fino al garage. Quella stessa notte il proprietario, Devair Alves Ferreira, entrò nel garage e notò il bagliore blu dalla capsula forata; pensando che il contenuto potesse essere di valore o addirittura soprannaturale portò il tutto in casa. Nel corso dei tre giorni seguenti invitò amici e parenti per mostrare la strana sostanza iridescente, offrendo una ricompensa a chiunque fosse riuscito a liberarla dalla capsula: la sua intenzione era di fare un anello per la moglie, Gabriela Maria Ferreira. Il 21 settembre, presso il cantiere di demolizione, un amico di Ferreira (nominato come EF1 nel rapporto AIEA) riuscì a liberare col cacciavite diversi granelli di cesio-137 della dimensione di chicchi di riso. Divise alcuni di questi con il fratello, prendendone un po' per sé stesso e lasciando il resto a Ferreira, che prontamente cominciò a distribuirne a vari amici e familiari. Quello stesso giorno, sua moglie, di 37 anni, cominciò ad ammalarsi. Il 25 settembre Devair Alves Ferreira vendette i rottami metallici a un altro sfasciacarrozze.

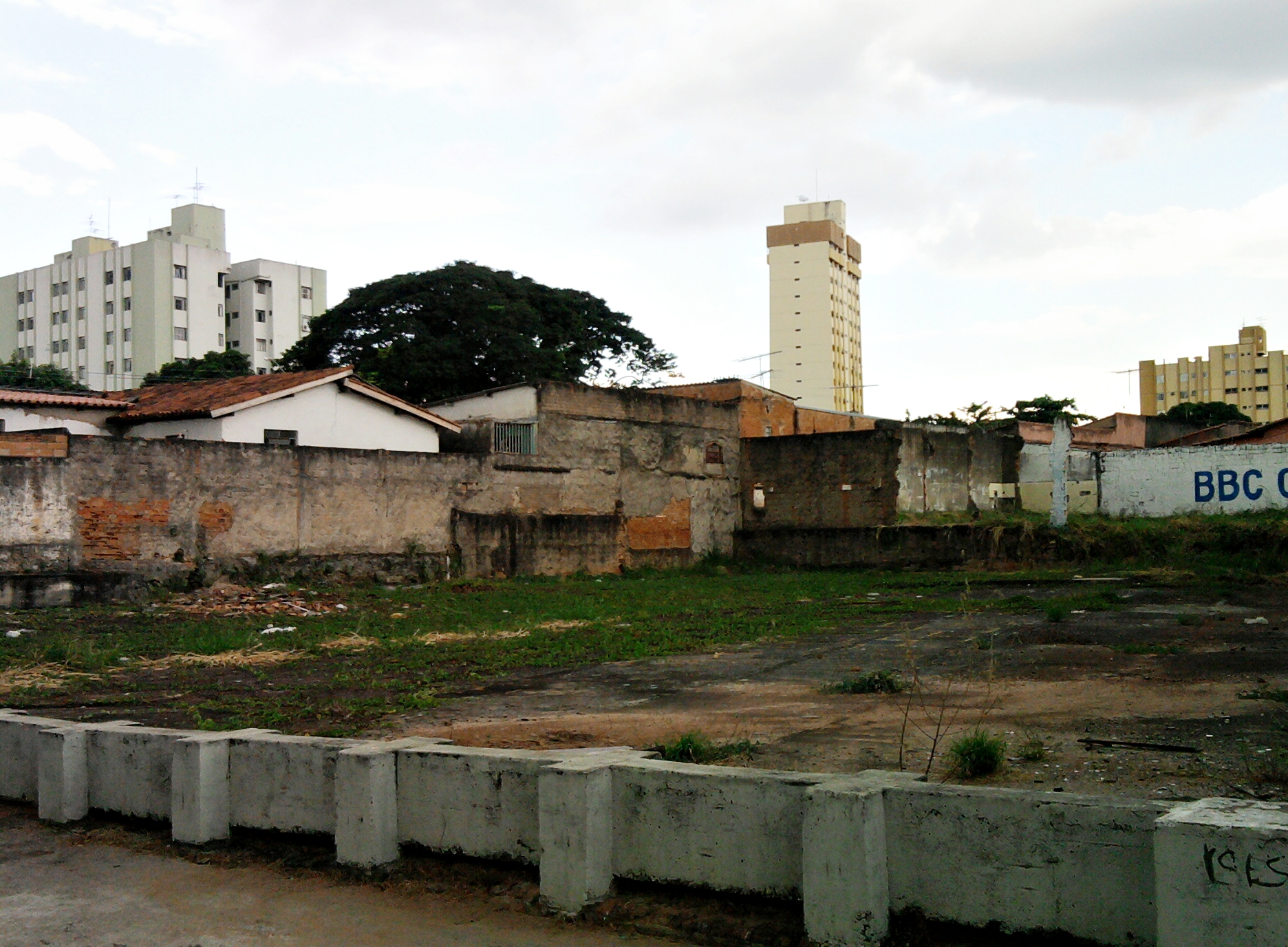
Zona dove si trovava il deposito di rottami metallici di Devair Alves Ferreira in Rua 26 A dove la sorgente radioattiva rimase per altri sei giorni.

### Ivo e sua figlia
Il 24 settembre, Ivo, il fratello di Devair, raschiò un po' di polvere dalla sorgente e la portò a casa sua, lì diffuse accidentalmente un po' della stessa sul pavimento di cemento. Sua figlia di sei anni, Leide das Neves Ferreira, che stava mangiando un panino seduta a terra, rimase affascinata dal bagliore blu della polvere e, applicatane un po' sul corpo, la mostrò a sua madre. Si ipotizza che in quel momento la bambina avesse assorbito una dose totale di 1,0 GBq equivalente a 6,0 Gy forse a causa dei residui finiti sul panino che stava consumando.

### Gabriela Maria Ferreira e l'allarme dato alle autorità
Gabriela Maria Ferreira fu la prima a notare che molte delle persone intorno a lei si ammalavano gravemente in contemporanea, le sue azioni da quel momento in poi contribuirono probabilmente a salvare molte vite. Sospettò dapprima che la causa fosse una bevanda preparata per amici e parenti, ma l'analisi del succo non mostrò nulla di sospetto. Il 28 settembre, ossia 15 giorni dopo che l'apparecchio fu trovato, Gabriela si diresse allora con un suo dipendente dallo sfasciacarrozze rivale, che in quel momento era in possesso dei materiali. Lì, recuperarono i resti. Dopo averli chiusi in un sacchetto di plastica, li trasportarono quindi in autobus fino all'ospedale. Fu il medico Paulo Roberto Monteiro ad avere i primi sospetti sulla natura pericolosa della sorgente, mettendoli su una sedia in giardino in modo da aumentare la distanza tra sé e quanto gli era stato portato. Dato che la sorgente era stata tenuta in un sacchetto di plastica e poi fu messa all'esterno dell'edificio, il livello di contaminazione in ospedale rimase basso.

### Rilevazione della sorgente radioattiva

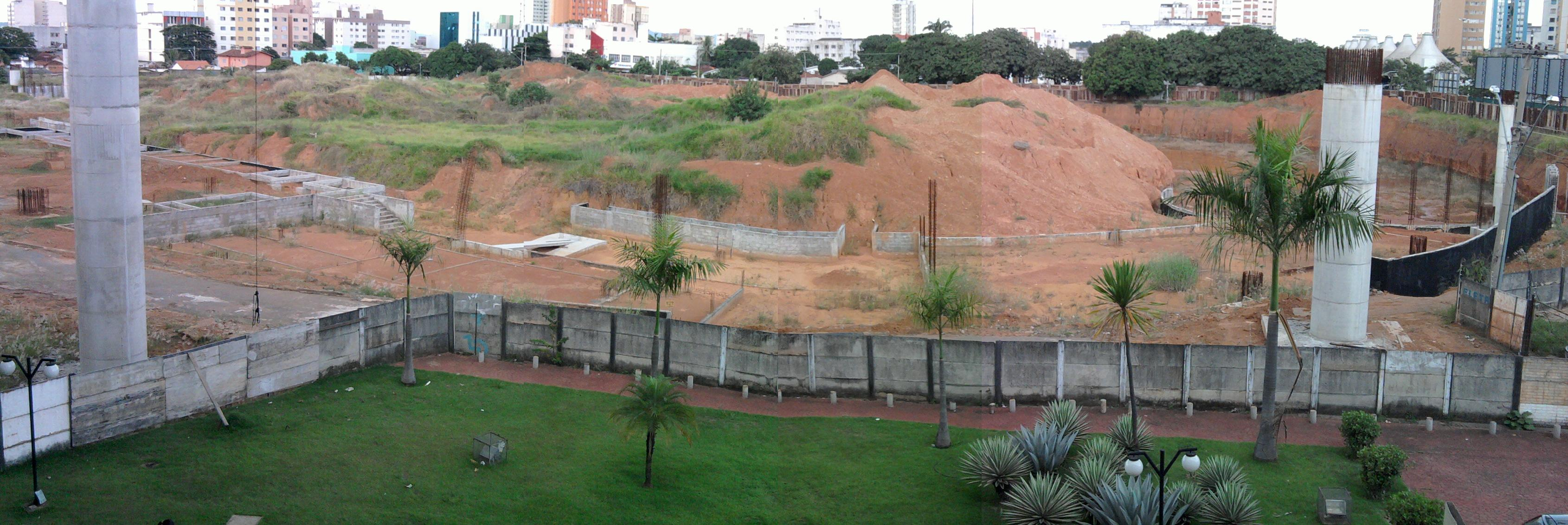
Terreno del vecchio Estádio Olímpico Pedro Ludovico Teixeira, utilizzato nel 1987 come rifugio di tutte le 250 persone con residui radioattivi, a cui vennero demolite le case e requisiti tutti gli oggetti personali; dopo l'incidente lo stadio venne demolito.

La mattina del 29 settembre venne convocato un fisico (nominato come WF nel rapporto dell'AIEA) in ospedale: questi, con l'aiuto di un contatore a scintillazione NUCLEBRAS (preso in prestito da un ente governativo nazionale che si occupava del ciclo del combustibile nucleare, tra cui la ricerca di uranio), confermò la presenza di radioattività. Durante tutta la giornata esaminò il materiale fino ad avvertire le autorità del pericolo invitandoli a intraprendere un'azione immediata. Le autorità cittadine e nazionali vennero quindi a conoscenza della vicenda entro quella stessa sera.

## Luoghi chiave dell'incidente
- Instituto Goiano de Radioterapia (IGR) (16°40′28.56″S 49°15′50.76″W): non subì alcuna esposizione reale al contenuto radioattivo. La clinica IGR non esisteva più, nei fatti. Fu comunque demolita ed al suo posto, intorno al 2000, è stato costruito il Centro de Convenções de Goiânia.
- Casa di Roberto Alves dos Santos Mota (16°40′06.53″S 49°15′48.28″W) in Rua 57, la fonte radioattiva è rimasta lì per sei giorni e poi è stata suddivisa in vari pezzi.
- Deposito rottami di Devair Ferreira (16°40′01.67″S 49°15′59.47″W), in Rua 15A ("deposito rottami I") nel quartiere Aeroporto. Qui la fonte radioattiva è rimasta per un'altra settimana ed il cesio fu completamente smantellato. Nel 1987 gli investigatori dell'AIEA vi rilevarono un'alta dose di radioattività, pari a 1,5 Sv/h (lì, nel suo deposito rottami).
- Casa di Ivo Ferreira (16°39′50.44″S 49°16′08.8″W, "deposito rottami II"), in 1F Rua 6: la contaminazione era molto forte attorno alla casa, ciò causò la morte di Leide das Neves Ferreira e Gabriela Maria Ferreira. Il deposito conservava i rottami della radioterapia dell'IGR, perciò il luogo fu fortemente contaminato con una radiazione di 2 Sv/h.
- Deposito rottami III (16°40′08.94″S 49°16′48.11″W): la fonte radioattiva rimase lì per tre giorni, prima di venire ulteriormente spostata.
- Vigilância Sanitária (16°40′30″S 49°16′22.8″W): fu dove la fonte radioattiva venne infine spostata per essere messa in quarantena, primo atto con cui ebbe inizio, poco a poco, la risposta delle autorità sanitarie, civili e militari, dell'intera città.

## Effetti sulla salute
Circa 130.000 persone invasero gli ospedali. Grazie all'uso di contatori Geiger, in circa 250 persone furono trovati residui radioattivi sulla pelle. Alla fine, 20 persone mostrarono segni di sindrome acuta da avvelenamento da radiazioni rendendo necessario il trattamento richiesto. Devair Ferreira sopravvisse nonostante l'esposizione a 7 Gray di radiazione. 

### Morti
- Leide das Neves Ferreira, 6 anni (6,0 Gy, 600 rem), era la figlia di Ivo Ferreira. Inizialmente, quando un team internazionale arrivò per il trattamento, era chiusa in isolamento dentro una stanza d'ospedale, in quanto il personale ospedaliero aveva paura di avvicinarsi. Sviluppò in seguito gonfiore nella parte superiore del corpo, perdita di capelli, danni ai reni e ai polmoni ed emorragie interne. Morì il 23 ottobre all'ospedale navale "Dias Marcilio" di Rio de Janeiro di "setticemia e infezione generalizzata" dovuta alla grave contaminazione. Fu sepolta in un cimitero del comune di Goiânia in una bara speciale di fibra di vetro rivestita di piombo per prevenire la diffusione della radiazione. Malgrado queste misure ci fu una protesta nel cimitero, dove oltre 2.000 persone, temendo che il cadavere potesse avvelenare l'ambiente circostante, tentarono di impedire la sepoltura bloccando con pietre e mattoni la strada che conduceva al cimitero.
- Gabriela Maria Ferreira, 37 anni (5,7 Gy, 550 rem), moglie del proprietario dello sfasciacarrozze Devair Ferreira, si ammalò circa tre giorni dopo essere venuta a contatto con la sostanza. Le sue condizioni peggiorarono, sviluppando emorragia interna soprattutto agli arti, occhi e del tratto digestivo con perdita di capelli. Morì il 23 ottobre, circa un mese dopo l'esposizione.
- Israel Baptista dos Santos, 22 anni (4,5 Gy, 450 rem), era un dipendente di Devair Ferreira che collaborò all'estrazione della sorgente radioattiva dall'apparecchio. Sviluppò gravi problemi respiratori e complicazioni linfatiche. Ricoverato in ospedale morì sei giorni dopo, il 27 ottobre.
- Admilson Alves de Souza, 18 anni (5,3 Gy, 500 rem), lavorò alla sorgente radioattiva per liberarne la capsula interna. Ebbe gravi danni polmonari, emorragie interne e problemi cardiaci. Morì il 18 ottobre.

## Questioni legali

### Responsabilità civile e penale

#### Responsabilità penale
Alla luce delle morti avvenute, i tre medici proprietari dell'Instituto Goiano de Radioterapia vennero accusati di delitto colposo: la causa principale dell'incidente venne però individuata nella negligenza dei vecchi operatori della struttura che avevano abbandonato un'apparecchiatura così pericolosa.
Poiché l'incidente avvenne prima della promulgazione della costituzione federale del 1988 e dal momento che la sostanza radioattiva era di proprietà della clinica anziché di un privato cittadino, la corte non poté tuttavia poi perseguire i proprietari dell'Instituto. L'incidente evidenziò l'importanza di catalogare e monitorare tutte le fonti di elevati livelli di radiazione, come oggigiorno è previsto dalla legge in molti paesi.

#### Responsabilità civile
Uno dei medici proprietari e un fisico dipendente della clinica furono condannati a pagare 100.000 reais per la condizione di fatiscenza in cui versava l'edificio. I due sfasciacarrozze non furono inclusi tra gli imputati nella causa civile.
Nel 2000 la commissione nazionale per l'energia nucleare fu obbligata dall'ottava corte federale di Goiás a pagare un indennizzo di 1,3 milioni di reais e a garantire l'assistenza medica e psicologica alle vittime, dirette e indirette, e ai loro discendenti fino alla terza generazione.

## Decontaminazione

### Interventi urbani e sugli oggetti
Lo strato di terra superficiale dovette essere rimosso da vari siti e diverse case furono demolite, inoltre tutti gli oggetti all'interno delle abitazioni contaminate rimaste furono rimossi ed esaminati. Quelli che risultarono privi di radioattività furono avvolti in sacchetti di plastica, mentre quelli contaminati vennero, se possibile, decontaminati oppure smaltiti come rifiuti radioattivi. Nell'industria delle scorie nucleari la scelta tra decontaminare o smaltire oggetti si basa solo sul valore economico dello stesso e sulla facilità di decontaminazione, ma in questo caso l'AIEA, per ridurre l'impatto psicologico dell'evento, si adoperò per ripulire anche oggetti di valore personale, come gioielli e fotografie. Non è chiaro però dal rapporto dell'AIEA in che misura ciò sia stato praticato.

### Metodo e strumenti utilizzati
Dopo che le case superstiti furono svuotate, furono usati aspirapolvere per rimuovere la polvere e le tubature furono ispezionate per valutarne il livello di radioattività. Le superfici verniciate vennero raschiate, mentre i pavimenti furono trattati con miscele di acido e blu di Prussia. I tetti vennero aspirati e lavati, tranne in due casi in cui fu necessario rimuoverli completamente. I rifiuti della pulizia vennero stoccati fuori città.
L'allume di potassio disciolto in acido cloridrico è stato utilizzato per trattare argilla, cemento, terra e tetti. Soluzioni di idrossido di sodio, seguite anche da allume di potassio disciolto, sono state utilizzate per trattare pavimenti sintetici, auto e macchine da scrivere.
Il blu di Prussia venne anche somministrato a molte persone per decontaminarle internamente, in quanto molto efficace contro l'avvelenamento da cesio, ma nel momento in cui venne applicato gran parte del materiale radioattivo era già migrato dal flusso sanguigno al tessuto muscolare, ostacolando notevolmente la sua efficacia. L'urina delle vittime venne trattata con resina a scambio ionico per compattare le scorie e facilitarne lo stoccaggio.

### Considerazioni postume
L'operazione di pulizia fu molto più difficile del previsto perché la sorgente di cesio venne aperta, spargendo il materiale attivo, molto difficile da eliminare perché solubile in acqua. Se fosse stata una sorgente sigillata, avrebbe solo dovuto essere raccolta, collocata in un contenitore di piombo e trasportata al deposito di scorie radioattive. Il recupero del materiale perso si dilungò ancor di più perché l'AIEA raccomandò un'attenta pianificazione e l'utilizzo di gru o altri dispositivi per posizionare ostacoli come bancali di mattoni o blocchi di cemento vicino alle fonti radioattive per schermare i lavoratori addetti al recupero in modo da proteggerli dall'irradiazione.

## Media
Un film del 1990, Césio 137 - O Pesadelo de Goiânia è una ricostruzione dell'incidente, è stato realizzato da Roberto Pires. Ha vinto numerosi premi al Festival de Brasilia del 1990 e un episodio della settima stagione di Star Trek: The Next Generation, Radioattività è stato parzialmente ispirato dall'incidente.
L'incidente ha ispirato la canzone Miracolo a Goiânia di Angelo Branduardi, inclusa nell'album Pane e rose del 1988.